# Chrioloba perpusilla
Chrioloba perpusilla är en fjärilsart som beskrevs av Eugen Wehrli 1924. Chrioloba perpusilla ingår i släktet Chrioloba och familjen mätare. Inga underarter finns listade i Catalogue of Life.